# Фрай-Айленд (Мен)
Фрай-Айленд (англ. Frye Island) — місто (англ. town) в США, в окрузі Камберленд штату Мен. Населення — 32 особи (2020).

## Демографія
Згідно з переписом 2010 року, у місті мешкало 5 осіб у 2 домогосподарствах у складі 2 родин. Було 481 помешкання
Расовий склад населення:
| - 100,0 % — білих |

До двох чи більше рас належало 0,0 %. Частка іспаномовних становила 0,0 % від усіх жителів.
За віковим діапазоном населення розподілялося таким чином: 20,0 % — особи молодші 18 років, 40,0 % — особи у віці 18—64 років, 40,0 % — особи у віці 65 років та старші. Медіана віку мешканця становила 30,8 року. На 100 осіб жіночої статі у місті припадало 150,0 чоловіків;  на 100 жінок у віці від 18 років та старших — 100,0 чоловіків також старших 18 років.
Середній дохід на одне домашнє господарство  становив 101 659 доларів США (медіана — 91 250), а середній дохід на одну сім'ю — 114 081 долар (медіана — 106 250). 
Цивільне працевлаштоване населення становило 15 осіб. Основні галузі зайнятості: фінанси, страхування та нерухомість — 26,7 %, освіта, охорона здоров'я та соціальна допомога — 26,7 %, роздрібна торгівля — 20,0 %.